# Horn-Bad Meinberg
Horn-Bad Meinberg – miasto uzdrowiskowe w Niemczech, w kraju związkowym Nadrenia Północna-Westfalia, w rejencji Detmold, w powiecie Lippe.

## Miasta partnerskie
- Kudowa-Zdrój